# Hästras

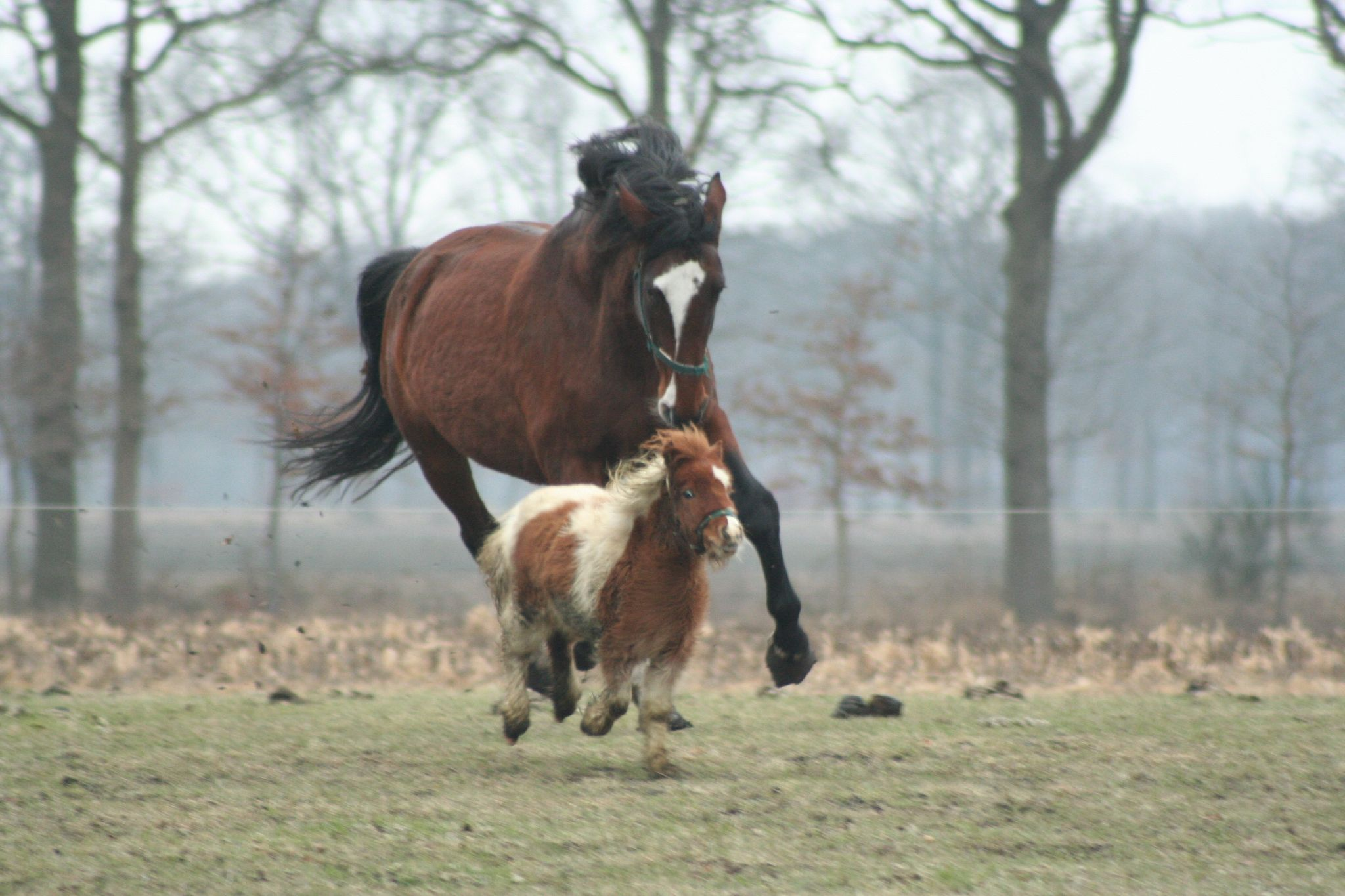
Det finns flera hundra hästraser idag, från stora till små, ädla till primitiva

En hästras är en grupp hästar som kännetecknas av vissa egenskaper som är gemensamma och ärftliga. I hästars fall kan ordet ras variera men innebär oftast hästar som avlats eller utvecklats för att ha liknande utseende och egenskaper, oftast inom ett och samma geografiska område. Till exempel kan vissa hästraser ha olika gångarter än andra. 

## Historia

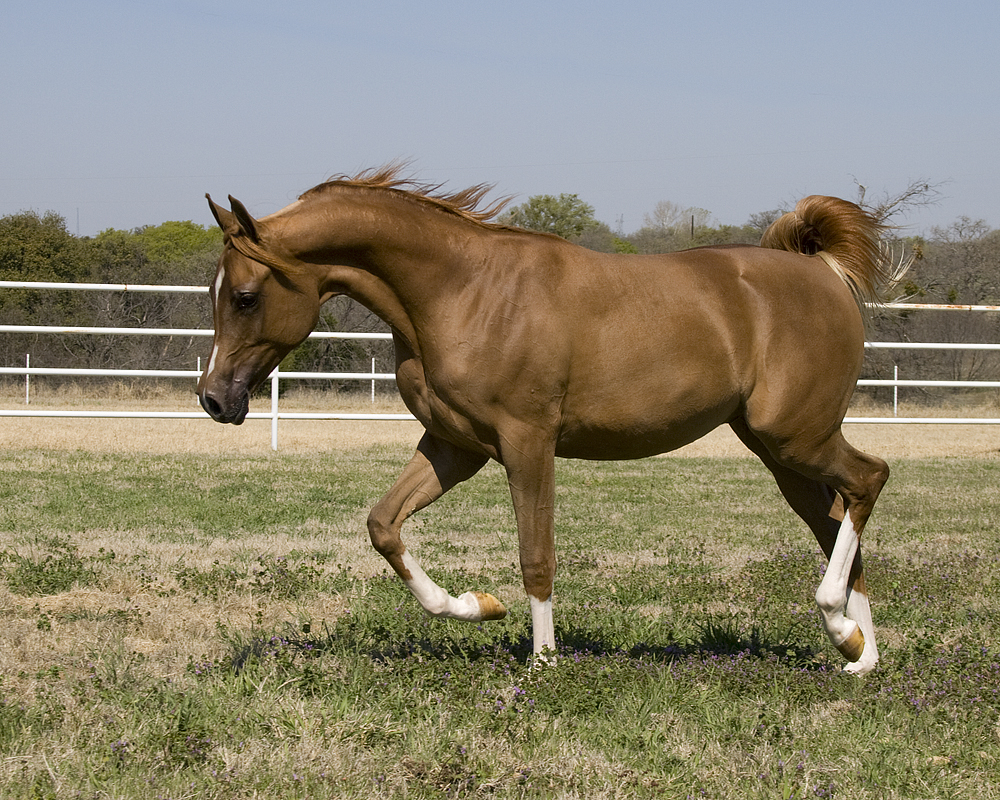
Det arabiska fullblodet är en av de äldsta hästraserna och har influerat de flesta av dagens modernare hästraser.

Olika raser och typer har ständigt utvecklats från att hästen var helt fullt utvecklad och ända fram till idag då många raser eller typer fortfarande förbättras eller framavlas. Ända sedan hästens domesticering för över 6000 år sedan har människan ständigt arbetat för att få fram olika typer av hästar som passar till olika ändamål. Begreppet hästras har dock inte dykt upp förrän de senaste hundra åren. Förut fick hästarna namn efter användningsområde eller varifrån de kom.
De första att behärska avel och förmågan att avla fram hästar efter typ var hästfolk i Asien. Skyterna i gamla Persien var väl kända för sina hästkunskaper och de avlade fram hästar som var utmärkta i strid. Men beduinerna på arabiska halvön blev ännu mer kända för det arabiska fullblodet som har existerat i ca 4000 år. De arabiska hästarna skulle sedan få det absolut största inflytandet på hästraser över hela världen och bli en av de mest eftersökta hästraserna. Även i norra Afrika utvecklades berberhästen som också fick stort inflytande på dagens hästraser.
Under hela medeltiden fick även de europeiska uppfödarna en större kunskap om hur man skulle kunna utnyttja olika sorters hästar i sin avel för att kunna utveckla nya typer, väl anpassade till de ändamål som krävde en viss typ av häst. Under medeltiden dök de första riktiga typerna upp. Typerna fick sina namn efter det de användes till och man utvecklade flera olika typer bland annat destrierhästen, en stor och kraftig stridshäst, och palfreyhästen, en lättare ridhäst för fritiden. Under medeltiden utvecklades även andra hästar som senare fått riktiga namn och status som hästras bland annat Islandshästen. 
Allt eftersom aveln utvecklades och hästen fick större plats i samhället utvecklades fler raser. Den spanska hästen från Iberiska halvön var ett exempel på en häst som var populär över hela världen och som skulle komma att få det näst viktigaste inflytandet på dagens hästar, näst efter araben. Efter att Christopher Columbus och andra erövrare koloniserade Amerika under slutet av 1400-talet skeppades många av dessa spanska hästar över till den nya kontinenten. Där utgjorde de tillsammans med en del araber och Berberhästar så småningom grunden för alla dagens hästraser från Syd- och Nordamerika.
Genom koloniseringen av Amerika och tillväxten av jordbruk på den nya kontinenten ökade efterfrågan av tyngre arbetshästar. Även om hästen använts något inom jordbruken var det inte förrän under 1600-talets slut som man ersatte oxarna med hästar. Aveln av kallblodshästar blev blomstrande för uppfödarna. De flesta kallblodsraser härstammade från den primitiva skogshästen och utvecklades i Europa, då främst i Storbritannien och Frankrike, men även i andra länder som Ryssland och på Balkanhalvön.
I Storbritannien har det funnits ponnyer ända sedan kelterna förde in de första hästarna på ön. De brittiska ponnyraserna har alltid varit populära både som arbetsdjur, riddjur och dragdjur. Men under 1600-1700-talet började de brittiska uppfödarna att avla fram en ny hästras som skulle bli den tredje mest inflytelserika rasen inom hästavel. Med hjälp av importerade araber och inhemska brittiska ponnyraser korsade man så småningom fram världens snabbaste hästras, det engelska fullblodet. Utvecklingen av fullblodet ledde till ett ökat intresse för galoppsporten, även om kapplöpningar med häst hade existerat sedan hästens domesticering. 
Det engelska fullblodet gav helt nya möjligheter inom aveln av sportigare hästar och framförallt körhästar. Under 1800-talet hade de hästdragna fordonen sin stora guldålder och körhästar utvecklades både i Europa och i Nordamerika. Det engelska fullblodet Messenger blev bland annat stamfader till den berömda Norfolktravaren, som senare influerade nästan alla körhästar som Cleveland Bay och hackneyhästen, samt även travhästar som den amerikanska och den ryska travaren. 
Under Andra världskriget började både jordbruket och samhället att mekaniseras och många hästraser som förut använts som arbetshästar, stridshästar och körhästar blev överflödiga. Det ökade intresset för hästsport ledde även till att många uppfödare helt och hållet gick över till avel av sportigare varmblodshästar. En del lite lättare kallblodshästar och tyngre ridhästar korsades med fullblodshästar för att få fram snabba och uthålliga hästar, lämpade för ridsport. Kallblodshästarna började då att minska drastiskt i antal. Flera raser dog ut och många blev utrotningshotade.
Idag har många av de utrotningshotade raserna fått skydd genom avelsföreningar eller olika statliga avelsprogram. De tyngre arbetshästarna har fått nytt liv genom att man selektivt avlat dem lite mindre och lite lättare vilket gjort dem passande som tyngre ridhästar eller för att dra vagnar. Än idag dyker nya hästraser upp konstant och hästuppfödning har blivit en lönande industri för många.

## Utseende och egenskaper

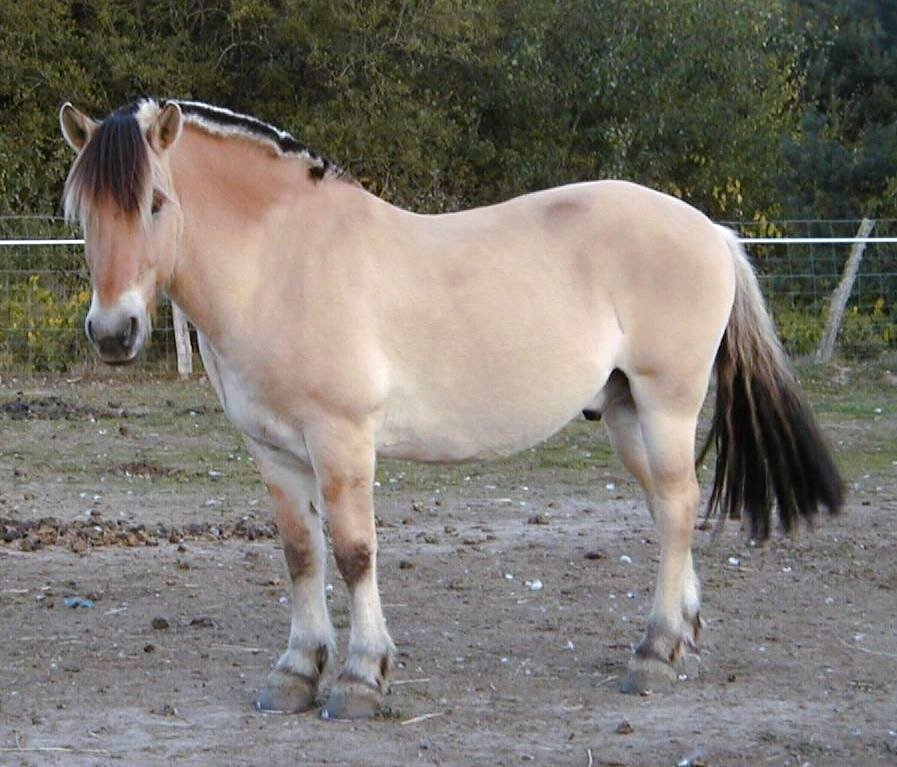
Den norska Fjordhästen är en hästras som är lätt att känna igen på grund av det säregna utseendet.

Många hästraser idag avlas fortfarande efter ett specifikt ändamål, men också efter ett karaktäriserande utseende, som t.ex. den norska Fjordhästen eller den brittiska Shetlandsponnyn. De har väldigt strikt standard och är lätta att skilja från andra raser. De flesta hästraser har dock en standard som ska gälla för att hästen ska kunna registreras inom en viss ras.
En del andra raser kan variera väldigt mycket i utseende på grund av att de avlas enbart på några få egenskaper som t.ex. hoppförmåga eller enbart en färg. En ras som ännu inte är helt färdigutvecklad eller som håller på att återuppbyggas efter att nästan varit utrotad kan också variera mycket i utseende. Vanliga exempel är den svenska ridponnyn eller olika sorters sporthästar som den brittiska eller irländska sporthästen som främst avlas för sina atletiska förmågor.
Vissa raser avlas främst på färg t.ex. frieserhästen som alltid är svart. Det finns även typer som kan registreras i en avelsförening enbart på grund av sin färg som till exempel de amerikanska Palominohästen och pintohästen. Dessa kan vara av en rad olika redan existerande hästraser men kan registreras om de håller en viss standard och har den färg som palominon eller pintohästen ska ha.

## Naturliga och framavlade raser

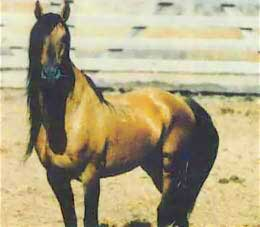
Den amerikanska mustangen har utvecklats naturligt.

De flesta raser som existerar idag har avlats fram av människan, oftast genom korsningar av andra raser. Många äldre raser har även förändrats genom åren när efterfrågan på olika sorters hästar har ändrats. 
Naturliga hästraser är hästar som genom naturligt urval har utvecklats för att kunna överleva i sina respektive miljöer. De flesta naturliga hästraser är vildhästar eller förvildade hästar. Dessa utvecklar andra förmågor eller egenskaper som är viktigare för att kunna överleva i ett vilt tillstånd. Ett exempel är den baskiska pottokponnyn som får tjockare morrhår på överläpparna för att kunna leta föda på vintern. Idag har tyvärr många av de naturliga raserna utavlats med andra raser för att antingen förbättra dem eller för att göra dem mer lämpliga som riddjur eller packdjur. Några exempel på naturliga raser är den amerikanska mustangen och den mongoliska vildhästen Przewalski.

## Definition av hästras
År 1965 skrev den då världsledande hippologen Daphne Machin-Goodall en bok kallad Horses of the world. Hon skrev om den klassiska definitionen "ras" som satts av amerikanska experter och som löd "ett antal djur som besitter vissa gemensamma och väl definierade särdrag som skiljer dem från andra inom arten, och vilka är så beskaffade att de alltid överför dessa särdrag till sin avkomma". Hon skrev tillägget "och vars särdrag har överförts i minst tio generationer". 
Begreppet hästras är även en ganska ny företeelse. När man väl började bemästra avel av hästar i världen så avlades hästen inte för att likna andra utan på egenskaper. Under medeltiden fanns flera olika hästar bland annat palfreyhästen som var en lättare ridhäst för fritidsbruk och destrierhästen som var en välkänd, stark stridshäst. Hästar fick oftare namn efter platsen där de avlades eller efter uppfödaren.  
Det finns idag ett oräkneligt antal hästraser och fler dyker upp hela tiden. Framförallt i USA avlar man gärna fram nya raser. För att rasen ska erkännas måste de godkännas av ländernas jordbruksverk. Dock kan många av dessa egentligen inte kallas ras om man ska lyssna på Daphne Machin-Goodall, eftersom de ännu inte existerat i tio generationer.

## Blodstyper och typer

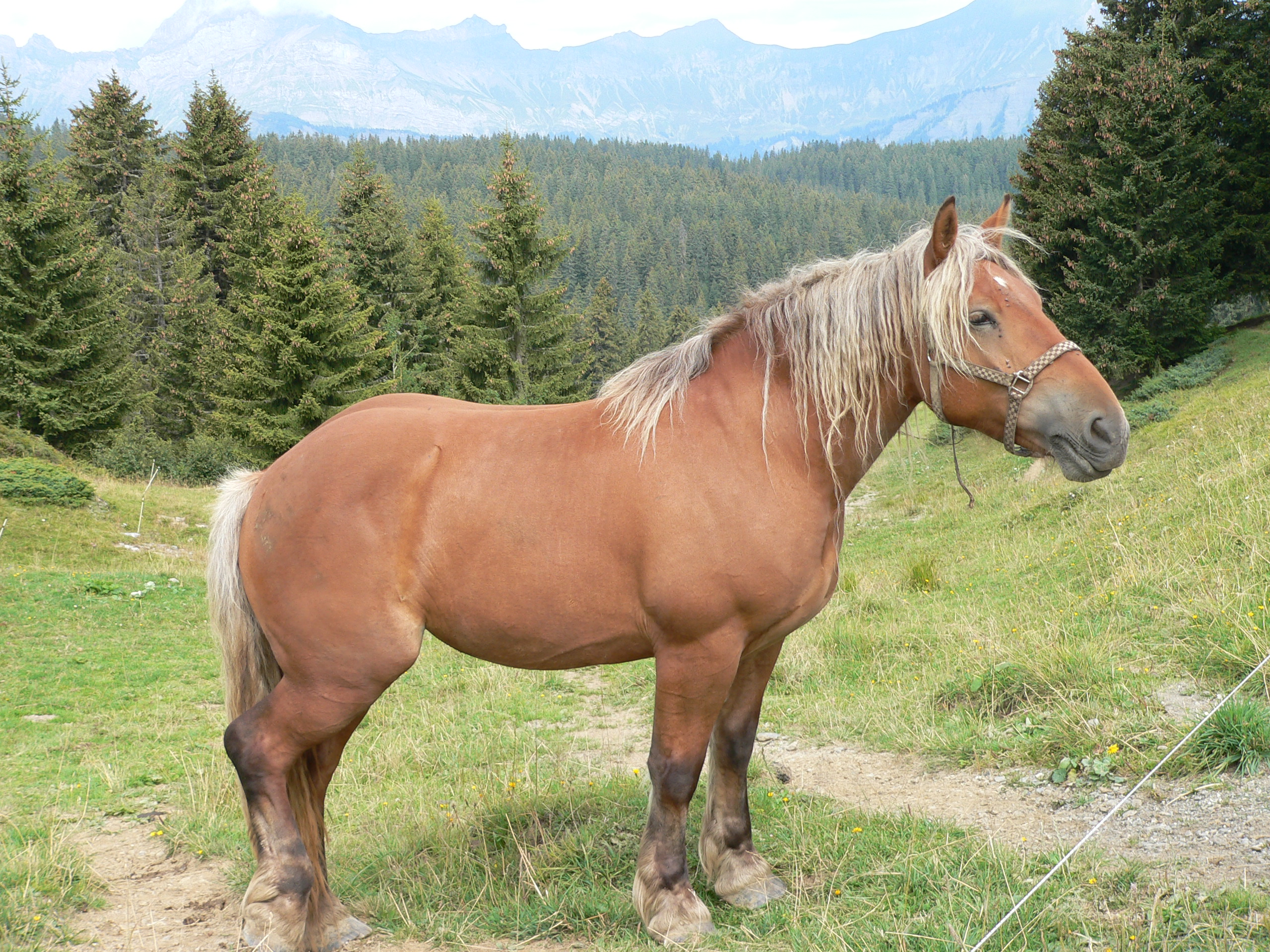
Kallblodshästar och arbetshästar är grövre i typen och ger intryck av styrka och kraft.

Hästar kan delas in i olika kategorier och framförallt blodstyper. De olika blodstyperna är kallblodshästar, varmblodshästar, halvblodshästar och fullblodshästar. Fullblodshästar och halvblodshästar räknas ofta som underkategorier till varmblodshästarna och traditionellt avlades varmblod fram genom korsningar mellan fullblodshästar och kallblodshästar. Ett halvblod har mer kallblod än fullblod, men idag avlas varmblod även fram genom korsningar mellan varandra eller till och med tillsammans med ponnyer. 
Utöver de fyra blodstyperna kan en häst även räknas som ponny eller miniatyrhästar. En häst räknas som ponny om de når som högst 148 cm i mankhöjd. Ponnyer brukar betraktas som busiga men lätthanterliga, men ponnyer kan variera mycket i både temperament och utseende, från den korta, runda och raggiga Shetlandsponnyn, till de atletiska, ädla och större australiska ponnyerna eller den svenska ridponnyn. Oftast säger man att en tydlig ponnykaraktär är ett grövre huvud, korta ben och en mycket busig blick. Ponnyer delas upp i kategori A, B, C, eller D-ponny beroende på höjd. Se mer på Ponny.
Vissa raser kan även vara under 148 cm och ändå kallas häst, exempelvis falabellan eller islandshästen. Dessa kallas då istället miniatyrhästar. Dessa hästar visar på karaktärer som påminner om större hästar, istället för ponnyer, och ofta härstammar dessa från långt tillbaka i tiden när hästarna var små, eller så har dessa hästar varit isolerade från inblandning eller levt på näringsfattigt eller lite foder som då hämmar växten. 
Hos hästar finns även dvärghästar som då på grund av en mutation blir hämmade i växten, med korta ben och kompakta kroppar, men med ett stort huvud. 

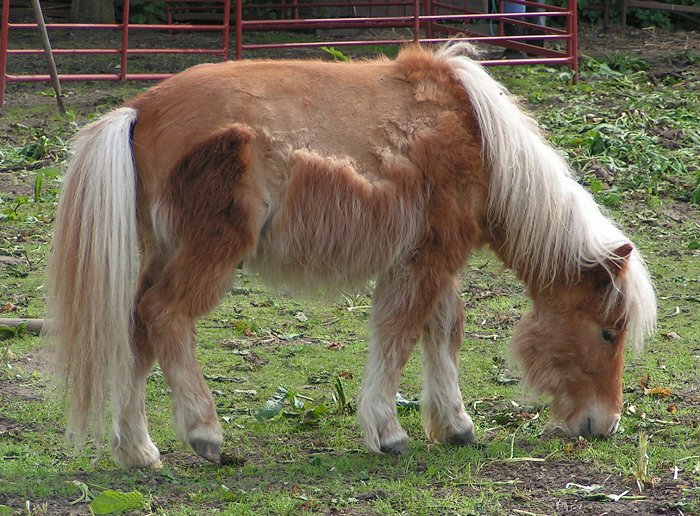
En långhårig Shetlandsponny på bete

Till stora hästar räknas hästar som i regel är över 148 cm i mankhöjd och varmblodshästar är oftast våra vanligaste ridhästar eller körhästar. Kallblodshästar är ofta tyngre arbetshästar över 148 cm. De flesta är kraftiga med rikligt hovskägg och stort huvud och är de lugna och arbetsvilliga till sättet. De flesta kallblodsraser har utvecklats i Europa, ur den förhistoriska Skogshästen. Kallblodshästen har idag minskat kraftigt i antal då jordbruk och skogsbruk mekaniserats. Många kallblodsraser har istället fått nytt liv som tyngre ridhästar, bland annat Tinkerhästen, Nordsvensken och det finska kallblodet. I Skandinavien har även Nordsvensken, det finska kallblodet och den norska dölehästen blivit populära inom travsporten. 
Utöver blodstyperna finns det även olika sorters hästar som avlats fram specifikt för ett ändamål. Dessa typer är inte hästraser i samma bemärkelse utan benämningar man kan ge hästar baserade på deras utseende eller användning. Många av dessa typer föds ändå fram genom mer selektiv avel än vissa av våra raser t.ex. poloponnyn som har striktare regler för avel än vissa "finare" raser.

## Stamböcker och rasstandard
Idag har de flesta hästraser minst en, men oftast flera, rasföreningar eller avelsorganisationer som reglerar de krav och regler som satts upp för respektive ras. Dessa krav kallas ras-standard och innebär krav på utseende, storlek, rörelser och temperament. Allt detta måste stämma in på hästen i fråga för att denna ska få registreras i stamböckerna för rasen. 
Stamböcker har förts i tusentals år, eftersom beduinerna och vissa ökenfolk har fört muntliga stamböcker. I Europa blev stamböckerna inte vanliga förrän under 1700-talet. I stamböckerna skrivs stamtavlor för hästarna upp, samt de avelshästar som finns tillgängliga. Det finns två olika sorters stamböcker, de öppna och de slutna. I de öppna stamböckerna godkänner man hästar som har föräldrar av annan ras så länge hästen uppfyller standarden. Slutna stamböcker tillåter enbart registrering av hästar där båda föräldrarna är registrerade inom den aktuella rasen. Att dessa två olika stamböcker finns beror bland annat på hur ren man vill ha rasen, eller om man eventuellt vill undvika inavel på grund av att rasen är ovanlig.